# Državna cesta D513
D513 je bila državna cesta u Hrvatskoj. Ukupna duljina iznosila je 16 km.